# Okmulgee megye
Okmulgee megye az Amerikai Egyesült Államokban, azon belül Oklahoma államban található. Megyeszékhelye és legnagyobb városa Okmulgee. Lakosainak száma 36 706 fő (2020. április 1.). Okmulgee megye Tulsa, Wagoner, Muskogee, McIntosh, Creek és Okfuskee megyékkel határos.

## Népesség
A megye népességének változása:
| Lakosok száma | 40 104 | 39 791 | 39 584 | 39 438 | 39 187 | 36 706 |
|               | 2010   | 2011   | 2012   | 2013   | 2015   | 2020   |